# Yego
Yego er en dokumentarfilm instrueret af Kenneth Sorento Dichmann efter manuskript af samme.

## Handling
YEGO er en anderledes dokumentarfilm, hvor musik, dans, billeder og metaforer fortsætter fortællingen, der hvor ordene ophører. Den herboende armenske komponist, Arshak Ikilikian, mistede sin bror, Yego, ved selvmord. Hvor folk typisk vælger at fortie, valgte armeneren at udtrykke sin sorg. Filmen følger komponistens proces med at genopleve og bearbejde broderens skæbne.